# Тотальная раскраска

Правильная тотальная раскраска клетки Фостера шестью цветами. Тотальное хроматическое число этого графа равно 6, поскольку степень каждой вершины равна 5 (5 смежных рёбер + 1 вершина = 6).

В теории графов тотальной раскраской называется вид  раскраски вершин и рёбер графа.
Если не указано явно другое, тотальная раскраска предполагается правильной в том смысле, что никакие смежные вершины и никакие смежные рёбра и вершины, лежащие на концах рёбер, не раскрашиваются в один и тот же цвет.
Тотальное хроматическое число χ″(G) графа G — это наименьшее число цветов, необходимых для тотальной раскраски G.
Тотальным графом T = T(G) графа G называется граф, в котором 
1. множество вершин графа T соответствуют вершинам и рёбрам графа G;
2. две вершины в T смежны тогда и только тогда, когда соответствующие элементы либо смежны в G,  либо инцидентны.

При таком определении тотальная раскраска становится (правильной) вершинной раскраской тотального графа.
Несколько свойств χ″(G):
1. χ″(G) ≥ Δ(G) + 1.
2. χ″(G) ≤ Δ(G) + 1026[1].
3. χ″(G) ≤ Δ(G) + 8 ln8(Δ(G)) для достаточно большого Δ(G)[2].
4. χ″(G) ≤ ch′(G) + 2.

Здесь Δ(G) — это максимальная степень, а ch′(G) — индекс предписанной раскраски рёбер.
Тотальная раскраска возникает естественным путём, поскольку она является простым смешением вершинной и рёберной раскрасок.
Следующий шаг —  это рассмотрение верхних границ тотального хроматического числа в терминах максимальной степени по аналогии с теоремами Брукса или Визинга.
Оказалось, что определение верхних границ тотальной раскраски, как функции от максимальной степени, является сложной задачей и ускользает от математиков вот уже 40 лет.
Наиболее известная догадка выглядит так:
Гипотеза о тотальной раскраске.
χ″(G) ≤ Δ(G) + 2.
По всей видимости, термин «тотальная раскраска» и формулировку гипотезы независимо предложили Бехзад и Визинг в многочисленных публикациях между 1964 и 1968 годами (смотри книгу Йенсена и Тофта для деталей).
Известно, что гипотеза справедлива для нескольких важных классов графов, таких как двудольные графы и большинство планарных графов, за исключением графов с максимальной степенью 6.
Случай планарных графов будет решён, если будет доказано, что гипотеза Визинга о планарных графах верна.
Также, если гипотеза о предписанной раскраске рёбер справедлива, то χ″(G) ≤ Δ(G) +  3.
Были получены некоторые результаты относительно тотальной раскраски.
Например, Килакос и Рид доказали, что дробный хроматический индекс тотального графа для графа G не превосходит Δ(G) + 2.
Упомянем также следующую связь рёберного графа и  тотального графа:
T(G) является эйлеровым в том и только в том случае, когда L(G) эйлеров.